# Пантелей Хаджистоилов
Пантелеймон (Пантелей, Панта) Георгиев Хаджистоилов е български възрожденец, търговец, собственик на търговска кантора в Австрия.

## Биография
Пантелей Хаджистоилов е в Банско. В началото на XIX век притежава търговска кантора във Виена, Австрия. Когато княз Милош Обренович поема властта в Сърбия, около 1820 година Хаджистоилов е повикан от Виена, за да уреди търговските дела на новосъздаденото княжество. и са едни от най-големите български търговци. Хаджиниколов е инициатор и щедър дарител за построяване на голям православен храм в Пеща. Пантелей Хаджистоилов създава и става първият председател на Търговската камара в Белград.